# Myrioblephara submarginata
Myrioblephara submarginata là một loài bướm đêm trong họ Geometridae.